# Coracina welchmani
El oruguero de Welchman (Coracina welchmani) es una especie de ave paseriforme en la familia Campephagidae. Algunos ornitólogos lo consideran una subespecie de Coracina caledonica.

## Distribución y hábitat
Es endémico de las islas Salomón, específicamente de la isla de Santa Isabel.
Sus hábitats naturales son los bosques bajos húmedos subtropicales o tropicales y los bosques montanos húmedos subtropicales o tropicales.